# Batalla d'Odensholm
La batalla d'Odensholm va ser un combat naval lliurat el 26 d'agost de 1914 entre forces de l'armada de l'Imperi Alemany (Kaiserliche Marine) i de l'armada de l'Imperi Rus (Voenno-morskoj flot Rossijskoj Imperii), a prop de l'illa d'Odensholm (actualment Osmussaar), al golf de Finlàndia, durant la Primera Guerra Mundial.
Va ser una petita batalla, però va tenir conseqüències decisives per a la realització de les operacions navals posteriors.

## Batalla
Al principi del conflicte, els creuers lleugers alemanys SMS Augsburg i SMS Magdeburg van rebre la missió de patrullar la mar Bàltica i de col·locar mines.
En una d'aquestes missions, durant la nit i enmig de la boira, el SMS Magdeburg va encallar a prop de l'illa d'Odensholm.
Tots els intents, tant de la tripulació del vaixell com de l'ajuda del destructor escorta V26, per sortir d'aquesta situació van ser inútils. Aquest incident va ser observat pel personal rus del far d'Odensholm, que van alertar al personal de la flota russa del Bàltic.
El comandant del creuer, el Korvettenkapitän R. Habenicht decideix abandonar el vaixell. Els documents secrets es cremen en una caldera i s'instal·len càrregues de demolició, però abans que la tripulació pogués pujar al V26, dos creuers russos van arribar a l'escena.
El destructor V26 va fugir, deixant a la seva sort al SMS Magdeburg. Incapaç de maniobrar per a defensar-se, els vaixells russos ho van aprofitar per a col·locar-se en el punt cec i van començar a disparar, destruint part del vaixell.
El seu comandant i 56 mariners van ser capturats, i van ser enviats a Sibèria d'on no es va saber res més d'ells.

## Conseqüències
El cap dels serveis d'espionatge i d'intel·ligència de la flota russa del Bàltic, el capità Nepenin va enviar ràpidament un equip per a inspeccionar les restes del naufragi. Allà, el tinent Mikhail Hamilton va fer el descobriment de la seva vida; a la cabina del capità, sota un munt de roba, va trobar una còpia del codi secret de l'armada alemanya. El SMS Magdeburg no tenia un sol exemplar d'aquest document d'alt secret, sinó que en tenia tres.
Els bussos russos van trobar més tard al fons de l'aigua, una tercera còpia, llançada per la borda en el moment d'arribada dels creuers russos. També van recuperar mapes, codi de senyals, etc. La tercera còpia, acuradament assecada, es va fotografiar i es va enviar a flotes de la mar Negra i de la mar Bàltica.
Els capitans Khedrov i Smirnov van portar personalment la segona còpia a Londres  on la van entregar en mà al Primer Lord de l'Almirallat, Winston Churchill.
Comparant-lo amb la informació que ja tenien els britànics i amb la feina ja tenia feta la famosa «Room 40», aquests documents van permetre als aliats trencar completament els codis alemanys que els donen un avantatge decisiu sobre els seus rivals. Els alemanys, fent cas omís de què van trobar els russos, no van canviar el seu sistema de codificació.